# Romer's gap

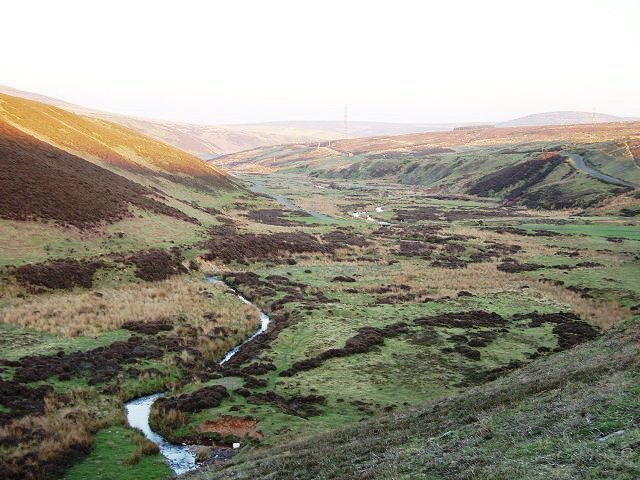
Le rive del Whiteadder Water nei pressi di Chirnside, un sito in cui sono stati ritrovati alcuni fossili di tetrapodi risalenti al Romer's gap.

Il "Romer's gap" (traducibile in italiano come "divario di Romer" o "lacuna di Romer") è un esempio di apparente lacuna nella documentazione fossile dei tetrapodi, utilizzata nello studio della biologia evolutiva. Queste lacune rappresentano fasi geologiche nel cui intervallo gli scavi non hanno ancora portato fossili rilevanti. Il divario di Romer prende il nome dal paleontologo Alfred Sherwood Romer, che per primo riconobbe questa lacuna nella documentazione fossile. Recenti scoperte, in particolare in Scozia, stanno iniziando a colmare questa lacuna nella conoscenza paleontologica (Clack et al., 2016).

## Età
Il divario di Romer copre un periodo di tempo compreso tra circa 360 e circa 345 milioni di anni fa, corrispondente ai primi 15 milioni di anni del Carbonifero, ovvero il primo Mississippiano; più nello specifico, il "Romer's gap" copre tutto il piano stratigrafico noto come Tournaisiano e gran parte del Viseano. Il divario forma una discontinuità tra le foreste primitive e l'elevata diversità di pesci alla fine del Devoniano e le comunità acquatiche e terrestri più moderne del primo Carbonifero (Ward et al., 2006; Sallan e Coates, 2010).

## Meccanismo
Nel corso del tempo è fiorito un lungo dibattito sul motivo per cui ci sono così pochi fossili nel Romer's gap. Alcuni hanno suggerito che il problema fosse la fossilizzazione stessa, suggerendo che potrebbero esserci state differenze nella geochimica dell'epoca che non favorivano la formazione fossile, oppure che i cercatori di fossili potrebbero semplicemente non aver scavato nei posti giusti. L'esistenza di una vera e propria scarsità nella diversità dei vertebrati è stata però supportata da varie prove ottenute da linee di ricerca indipendenti (Ward et al., 2006; Sallan e Coates, 2010; Sallan et al., 2011). Tuttavia, recenti scoperte in cinque diverse località in Scozia hanno prodotto numerosi fossili di antichi tetrapodi e dei primissimi anfibi. Le nuove scoperte hanno inoltre permesso una documentazione più accurata della geologia di questo periodo. Queste nuove evidenze suggeriscono che - almeno a livello locale - non c'erano lacune nella diversità e nemmeno cambiamenti nella geochimica dell'ossigeno, come invece teorizzato precedentemente (Clack et al., 2016).
Gli artropodi terrestri erano già ben noti prima della lacuna, e analogamente i tetrapodi dotati di dita avevano probabilmente già invaso la terraferma, ma ci sono davvero pochi fossili, terrestri o acquatici, che risalgono al divario stesso. Un recente studio sulla geochimica del Paleozoico ha fornito prove dell'effettiva consistenza biologica del Romer's gap sia per quanto riguarda i vertebrati terrestri che per quanto riguarda gli artropodi, correlandola con un periodo di concentrazione di ossigeno atmosferico insolitamente bassa; ciò è stato determinato dalla particolare geochimica delle rocce formatesi durante il gap (Ward et al., 2006). I fossili ritrovati nella formazione Ballagan in Scozia, tuttavia, sfidano questo assunto, suggerendo che l'ossigeno rimase stabile per tutto il Romer's gap (Clack et al., 2016).
I vertebrati acquatici, che includono la maggior parte dei tetrapodi durante il Carbonifero, si stavano riprendendo dall'estinzione della fine del Devoniano, un importante evento di estinzione che precedette il divario di Romer, simile quello che uccise i dinosauri. Dopo questo evento, noto come "evento di Hangenberg", la maggior parte dei gruppi di organismi marini e d'acqua dolce si estinse o si ridusse a poche linee evolutive, sebbene il meccanismo preciso dell'estinzione non sia ancora del tutto chiaro. Prima dell'evento, gli oceani e i laghi erano dominati da pesci con pinne lobate (ripidisti) e pesci corazzati (placodermi). Dopo il divario, i moderni pesci con pinne raggiate (attinotterigi), così come gli squali e i loro parenti divennero le forme dominanti. Il periodo vide anche la scomparsa degli Ichthyostegalia, i primi tetrapodi, simili a pesci e dotati di più di cinque dita (Coates et al., 2008; Sallan e Coates, 2010).
La scarsa diversità dei pesci marini (in particolare dei predatori durofagi) all'inizio del divario di Romer è supportata dall'improvvisa abbondanza di echinodermi crinoidi dal guscio duro durante lo stesso periodo (Sallan et al., 2011); il Tournaisiano è stato persino chiamato "l'età dei crinoidi". Una volta che il numero di squali e pesci attinotterigi durofagi ha iniziato ad aumentare durante il Carbonifero (in coincidenza con la fine del divario di Romer), la diversità dei crinoidi corazzati simili a quelli del Devoniano è precipitata, seguendo lo schema di un classico "ciclo predatore-preda" o delle "equazioni di Lotka-Volterra" (Sallan et al., 2011). Ci sono inoltre prove riguardo al fatto che i pesci polmonati, i tetrapodi arcaici e gli anfibi si siano ripresi rapidamente e si siano diversificati nell'ambiente in rapida evoluzione tra la fine del Devoniano e il Romer's gap (Clack et al., 2016).

## La fauna delRomer's gap

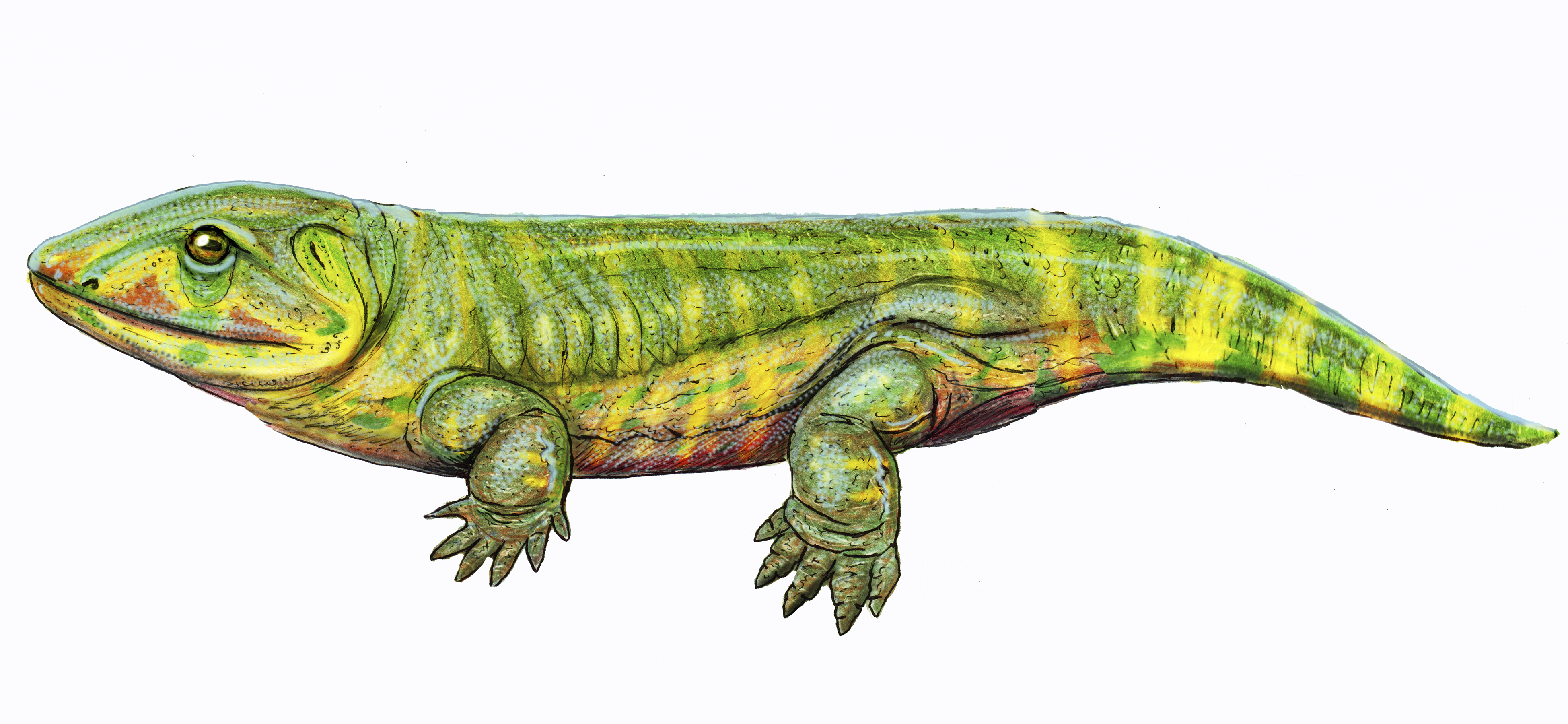
Ricostruzione di Pederpes, un tipico tetrapode i cui fossili si rinvengono nel Romer's gap.

Il divario di Romer nella documentazione fossile dei tetrapodi è stato progressivamente colmato con le scoperte di vari tetrapodi della fine del Carbonifero inferiore, come Crassigyrinus, Greererpeton, Proterogyrinus, Whatcheeria e in seguito Pederpes; quasi tutti questi fossili, tuttavia, provengono dalla fine del Romer's gap, o addirittura sono posteriori. Ci sono però alcuni siti in cui sono stati trovati numerosi fossili di vertebrati che aiutano a colmare il vuoto. Il più famoso è la cava di East Kirkton a Bathgate, in Scozia, un sito noto da tempo ma "riscoperto" da Stanley P. Wood nel 1984; da allora il sito ha rivelato una quantità di tetrapodi arcaici del Carbonifero medio (Viseano). Tra i fossili più famosi di East Kirkton si ricordano Balanerpeton (un temnospondilo), Silvanerpeton ed Eldeceeon (due antracosauri basali), Ophiderpeton (un aistopode), Eucritta (un probabile bafetoide), Termonerpeton (un tetrapode dalle affinità incerte) e un probabile proto-amniote, Westlothiana. A colmare ancor di più il vuoto è stata la descrizione, nel 2016, di cinque nuove specie provenienti dalla formazione Ballagan (sempre in Scozia), risalente al Tournaisiano: Perittodus apsconditus, Koilops herma, Ossirarus kierani, Diploradus austiumensis, Aytonerpeton microps. Questi tetrapodi basali e anfibi forniscono la prova di una prima divisione tra i due gruppi e una rapida diversificazione nel Carbonifero inferiore (Clack, 2016). Negli anni successivi sono stati descritti altri fossili interessanti di tetrapodi provenienti da altre località scozzesi risalenti al Tournaisiano, come Tantallognathus e Mesanerpeton. Un altro tetrapode arcaico del Tournaisiano, conosciuto in modo molto frammentario, proviene dall'Irlanda del Nord: Occidens portlocki, forse affine a Pederpes e Whatcheeria.
In ogni caso, il materiale fossile di tetrapodi nella prima fase del Carbonifero (il Tournaisiano) rimane scarso rispetto ad animali che vivevano negli stessi habitat come i pesci (che a volte si sono conservati in grandi ammassi fossili), ed è pressoché inesistente fino a metà Tournaisiano. Le faune ittiche dei siti tournaisiani in tutto il mondo sono molto simili nella loro composizione: contengono specie comuni ed ecologicamente simili di attinotterigi, rizodonti, acantodi, squali e olocefali (Sallan e Coates, 2010).
Recenti analisi dei depositi di Blue Beach in Nuova Scozia, tuttavia, hanno mostrato un'insolita diversificazione, seppur frammentaria, dei tetrapodi di questa fase. I resti comprendono fossili attribuibili ad animali simili a Whatcheeria, Eoherpeton, Ichthyostega, Acanthostega, Tulerpeton: uno strano mix che suggerirebbe che la fauna dei primi tetrapodi non sia facilmente divisibile in faune del Devoniano e faune del Carbonifero. Ciò porta alla conclusione che alcuni tetrapodi abbiano attraversato indenni l'evento di estinzione del Devoniano (Anderson et al., 2015).

## Località del Tournaisiano
Per molti anni dopo che il divario di Romer fu riconosciuto per la prima volta, erano solo due i siti noti che contenevano fossili di tetrapodi del Tournaisiano: uno nell'East Lothian, in Scozia, e un altro a Blue Beach, in Nuova Scozia, dove nel 1841 Sir William Logan, il primo direttore del Geological Survey of Canada, trovò le impronte di un tetrapode. Blue Beach ospita un museo dei fossili che espone centinaia di fossili del Tournaisiano, che continuano a venire trovati grazie alla progressiva erosione della scogliera.
Nel 2012 vennero annunciati resti di tetrapodi di 350 milioni di anni provenienti da quattro nuovi siti tournaisiani in Scozia, compresi quelli di un animale soprannominato "Ribbo" (per via delle costole, ovvero "ribs", molto evidenti nell'esemplare). Nel 2016, altre cinque specie sono state rinvenute in queste località; ciò dimostra che la Scozia è uno dei luoghi più importanti al mondo per comprendere questo fondamentale periodo geologico.
Queste località sono la costa di Burnmouth, le rive del Whiteadder Water vicino a Chirnside, il fiume Tweed vicino a Coldstream e le rocce vicino al castello di Tantallon lungo il Firth of Forth. Da questi siti provengono fossili di tetrapodi sia acquatici che terrestri, che forniscono un'importante testimonianza della transizione tra la vita nell'acqua e la vita sulla terra e colmano almeno in parte il Romer's gap. Queste nuove località potrebbero rappresentare una fauna a più ampia diffusione, poiché si trovano tutte a breve distanza l'una dall'altra e condividono molti pesci con la vicina e contemporanea località di Foulden (che finora non ha prodotto tetrapodi). Come avvenuto per la cava di East Kirkton del Viseano, i tetrapodi in questi siti sono stati scoperti grazie agli sforzi di Stan Wood e dei suoi colleghi (Smithson et al., 2012).
Nell'aprile 2013 gli scienziati associati al British Geological Survey (BGS) e ai National Museums of Scotland hanno annunciato il progetto "TW:eed (Tetrapod World: early evolution and diversification)". Questo progetto include collaboratori provenienti da tutto il Regno Unito e mira a raccogliere conoscenze sul mondo tra il Devoniano superiore e il Carbonifero inferiore. Uno degli obiettivi era quello di perforare un pozzo continuo di 500 metri in una località vicino a Berwick-upon-Tweed. Ciò ha prodotto un campionamento completo su scala centimetrica dei sedimenti del Tournaisiano, senza discontinuità, fornendo una linea temporale su cui collocare con precisione le scoperte fossili. Nel documento più recente prodotto dal TW:eed, il team ha annunciato alcuni risultati iniziali, tra cui l'apparente mancanza di escursione di ossigeno attraverso il Romer's gap. Ciò suggerisce che le precedenti teorie sulla diminuzione di ossigeno come causa del Romer's gap dovranno essere rivalutate (Clack et al., 2016).